# Колумбус Блю-Джекетс
«Колу́мбус Блю-Дже́кетс» (Колумбус Блу-Джекетс; укр. Сині жакети Колумбусу, англ. Columbus Blue Jackets) — заснована у 2001 професіональна хокейна команда міста Колумбус у штаті Огайо.
 Команда — член Столичного дивізіону, Східної конференції, Національної хокейної ліги.
Домашнє поле клубу — Нейшонвайд-арена.

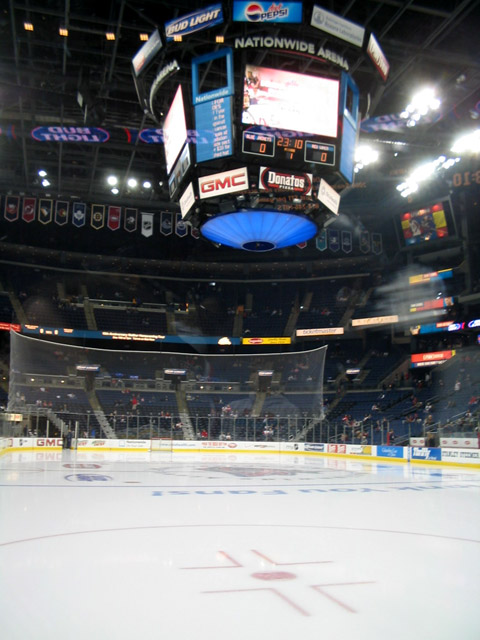
«Нейшонвайд-арена»

«Блю-Джекетс» досі не виграли хокейного трофею Кубок Стенлі.

## Капітани команди
- Лайл Оделайн, 2000–02[1]
- Рей Вітні, 2002–03[2]
- Люк Річардсон, 2003–05[3]
- Адам Фут, 2005–08[4]
- Рік Неш, 2008–12
- Нік Фоліньйо, 2015–до сьогодні[5]